# سمعيات

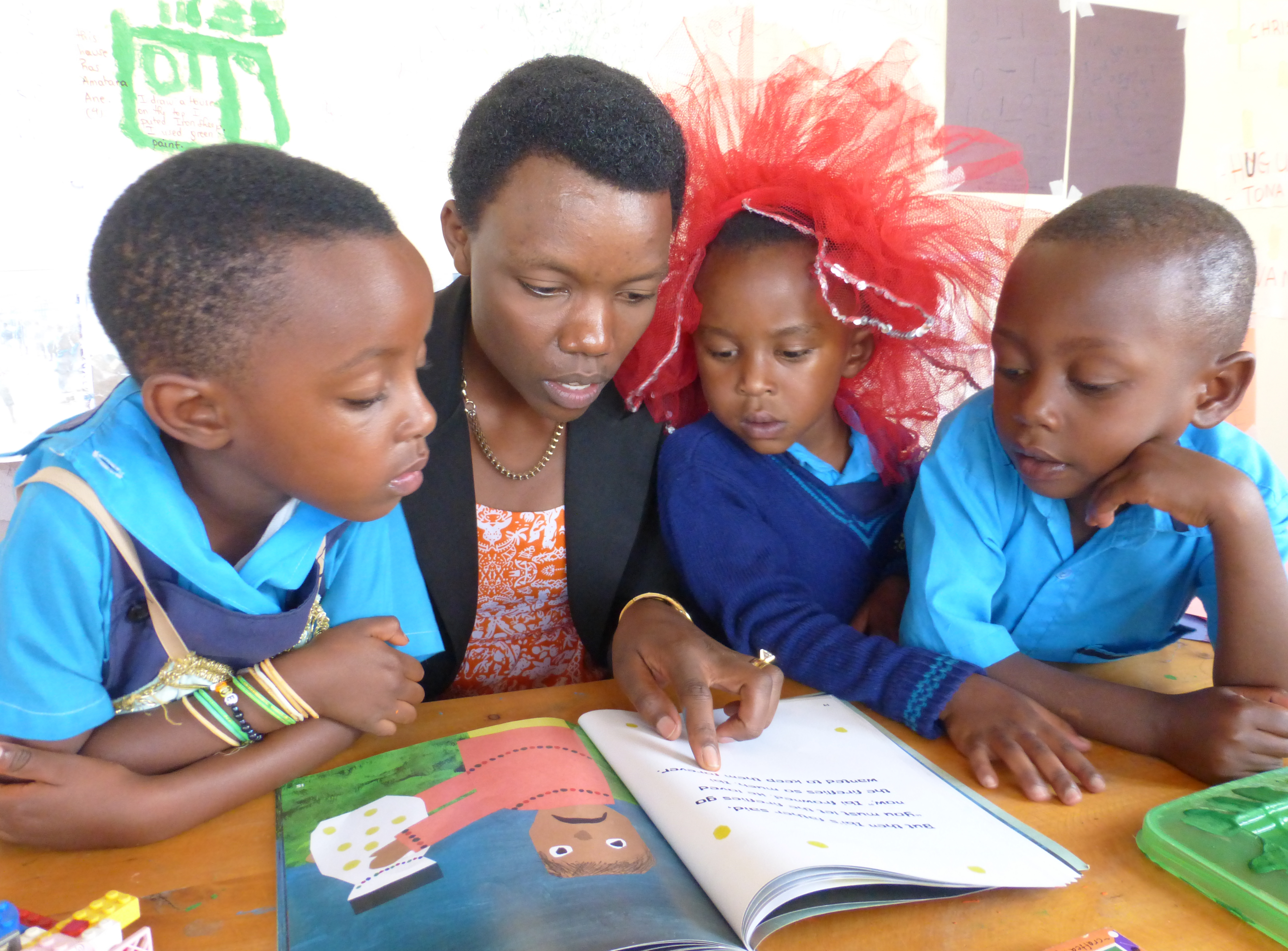

السمعيات أو الطريقة المقطعية (بالإنجليزية: Phonics)‏ (بالفرنسية: Méthode syllabique)‏ هي طريقة لتعليم قراءة وكتابة اللغة الإنجليزية من خلال تطوير الوعي الصوتي للمتعلمين؛ أي القدرة على السماع والتعرف والتلاعب بالصوت اللغوي -من أجل تعليم المطابقة بين أنماط التهجئة (الوحدة الخطية) التي تميزها.
يكمن الهدف من السمعيات في تمكين القراء المبتدئين لفك تشفير الكلمات الجديدة من خلال الاستماع إليها، أو بمصطلحات السمعيات، مزج أنماط الصوت والتهجئة. تُعد السمعيات، بما أنها تركز على الوحدات المحكية والمكتوبة داخل الكلمات، مقاربةً معجمية فرعية ونتيجةً لذلك، تتناقض غالبًا مع المدخل اللغوي الكلي، وهو فلسفة الوصول إلى الكلمة لتعليم القراءة.
قُدمت المبادئ الأساسية للسمعيات أول مرة عن طريق جون هارت عام 1570. أصبحت السمعيات، منذ انعطافة القرن العشرين، مستخدمةً على نطاق واسع في التعليم الابتدائي وفي تعليم القراءة والكتابة على طول العالم الناطق بالإنجليزية. تُعد السمعيات التركيبية طريقةً لتعليم القراءة في أنظمة التعليم في إنجلترا وأستراليا.

## القواعد الأساسية

### مهارات القراءة المعرفية
تساهم كل من العمليات الإدراكية المعجمية والمعجمية الفرعية في كيفية تعلمنا للقراءة.
القراءة المعجمية الفرعية
تتضمن القراءة المعجمية الفرعية تدريس القراءة من خلال ربط الحروف أو مجموعات الحروف مع الأصوات عن طريق استخدام تعلم السمعيات وطرق التدريس. يُحاجج أنها في بعض الأوقات تتنافس مع طرق المدخل اللغوي الكلي.
القراءة المعجمية
تتضمن القراءة المعجمية الحصول على الكلمات أو الجمل دون الانتباه إلى الحروف أو مجموعات الحروف التي تتألف منها أو عن طريق استخدام طرق تعلم وتدريس المدخل اللغوي الكلي. يُحاجج أحيانًا أنها تتنافس مع طرق السمعيات والسمعيات التركيبية.

### المبدأ الأبجدي
ترتكز التهجئة الإنجليزية على المبدأ الأبجدي. في نظام الكتابة الأبجدي، تُستخدم الحروف لتمثيل أصوات اللفظ، أو الصوت اللغوي. على سبيل المثال، تُلفظ الكلمة pat بثلاثة حروف p وa وt، يُمثل كل حرف صوتًا لغويًا، وهي على التوالي /p/ و/æ/ و/t/.
تُعد البنى اللفظية لبعض اللغات الأبجدية، مثل البرتغالية والإسبانية وخصوصًا الإيطالية، واضحةً إملائيًا بالمقارنة بينها، بل تُعد ضحلةً إملائيًا، بسبب وجود تواصل متقابل بين الأصوات وأنماط الأحرف التي تميزها. يُعد اللفظ الإنجليزي أكثر تعقيدًا، أي عميقًا إملائيًا، جزئيًا بسبب محاولته تمثيل السمعيات التي تزيد عن أربعين صوت للغلة المحكية مع الأبجدية المؤلفة من ستة وعشرين حرف (دون وجود تشكيل). نتيجةً لذلك، يُستخدم حرفان غالبًا مع بعضهما لتمثيل الصوت المميز، ويُشار إليهما بحرف مزدوج. على سبيل المثال، يُوضع الحرفين h وt جنبًا إلى جنب لتمثيل إما /θ/ أو /ð/.
استوعبت اللغة الإنجليزية عدة كلمات من لغات أخرى على مر تاريخها، وغالبًا دون تغيير لفظ تلك الكلمات. نتيجةً لذلك، تتضمن الكتابة من الإنجليزية أنماط لفظ للغات عديدة (الإنجليزية القديمة والنوردية القديمة والفرنسية النورمندية واللاتينية الكلاسيكية والإغريقية بالإضافة للغات حديثة كثيرة) تُركب فوق بعضها. تعني أنماط تداخل اللفظ هذه أنه في حالات عديدة يمكن لفظ الصوت ذاته بصورة مختلفة ويمكن أن يمثل اللفظ ذاته أصواتًا مختلفة. ومع ذلك، تتبع أنماط اللفظ غالبًا أعرافًا معينة. إضافةً لذلك، قللت النقلة النوعية للأحرف الصوتية، وهي عملية لغوية تاريخية تغيرت فيها خاصية عدد من الأحرف الصوتية الإنجليزية بينما بقي اللفظ على حاله، بشكل كبير وضوح التهجئة الإنجليزية في علاقتها مع اللفظ.
نتيجةً لذلك، تتنوع أنماط اللفظ الإنجليزي كثيرًا في درجة اتباع القواعد. على سبيل المثال، تمثل الأحرف ee بشكل شبه دائم اللفظ /iː/، ولكن الصوت يمكن تمثيله من خلال الأحرف i وy. بشكل مشابه، تمثل كتلة الأحرف ough /ʌf/ في كلمة enough و/oʊ/ في كلمة though و/uː/ في كلمة through و/ɒf/ في كلمة cough و/aʊ/ في كلمة bough و/ɔː/ في كلمة bought و/ʌp/ في كلمة hiccough، بينما في كلمات slough وlough يتنوع اللفظ.
رغم تعارض الأنماط، عندما تأخذ قواعد اللفظ الإنجليزي في الحسبان بنية المقطع اللفظي والسمعيات والتسمية واللهجات، يوجد الكثير من القواعد يمكن الاعتماد عليها بنسبة 75% أو أكثر. يمكن الوصول إلى هذا المستوى من الاعتمادية فقط من خلال تمديد تلك القواعد خارج نطاق السمعيات والتي تتعامل مع التواصل بين الحرف-الصوت في نطاقات التشكيل والتشكيل الصوتي. لتقدير الاعتماد على قواعد السمعيات الدقيقة، لا يسعنا أن نفعل أكثر من الدراسة التي أجراها ثيودور كليمر عام 1963.